# Essam Abd El Fatah
Essam Abeld El Fatah (Árabe:عصام عبد الفتاح) (nacido el 30 de diciembre de 1965) es un árbitro de fútbol egipcio. Ha sido réferi desde 2001, y dirigió su primer partido internacional entre Marruecos y Sierra Leona en 2003. En la Copa Mundial de Fútbol de 2006 fue designado como árbitro para el Australia - Japón. Una controversial decisión resultó en el único gol japonés del partido (el cual finalizó 3-1 para los australianos). Luego del partido, la prensa australiana señaló fuertemente el error e informó que el árbitro había admitido haberse equivocado. Ese gol nipón complicó mucho a los oceánicos pese a que luego ganaran el partido. No obstante su primer error, el pobre colegiado egipcio fue abatido de críticas de ambos lados luego de finalizado el encuentro por varios errores más cometidos en el segundo tiempo perjudicando a ambos equipos. Exceso de tarjetas amarillas, juego muy cortado por faltas inexistentes y un penal no sancionado fueron las principales acusaciones a El Fatah. Horas después de terminado el encuentro, el técnico del equipo japonés Zico dijo que El Fatah tenía que pedir perdón por sus errores; algo que el egipcio no hizo, por lo que la Asociación Japonesa de Fútbol emitió una queja oficial a la FIFA contra el árbitro. Finalmente, ante tantas críticas fue enviado a casa junto al inglés Graham Poll.
Además de la carrera de árbitro profesional, El Fatah es piloto en la Fuerza Aérea Egipcia donde ocupa un importante cargo. 
Tendrá la fortuna de arbitrar el gran partido que se celebrará el 8 de junio en el Jaqcues Chaban-Delmas  entre el Girondins de Burdeos y el Olympique de Lyon.